# Christian Friis til Frijsenborg
 Der er flere personer med dette navn, se Christian Friis.
Christian lensgreve Friis (28. januar 1691 – 23. juni 1763 på Frijsenborg) var en dansk godsejer og officer. Han var den sidste mand af slægten Friis, der førte et rødt egern i sit våben.

## Barndom og ungdom
Christian Friis blev født den 28. januar 1691 som søn af lensgreve Niels Friis (1665-1699) og hustru Christine Sophie Reventlow (1672-1757).
Christian Friis var den tredje generation i slægten Friis til Frijsenborg. Han blev student fra Ridderakademiet i Sorø og da han var 18 år gammel trådte han ind i Hæren som ritmester ved tredje jyske rytterregiment. I 1711 blev han udnævnt til oberstløjtnant og ansat som generaladjudant ved kong Frederik IV.

## Ægteskab
Christian Friis blev viet den 17. januar 1711 til Øllegaard Gersdorff (1687-1734), datter af Frederik Gersdorff (1650-1691) og hustru Elisabeth Sophie Skeel (1660-1690). 
De fik fem børn:
- Frederikke Louise (1711–1717).
- Christine Sophie (1713-1787), gift med Erhard Wedel-Friis. Ved sin fars død i 1763 tiltrådte hun grevskabet Frijsenborg.
- Elisabeth Sophie (1714-1799), gift med Jean Henri Desmercieres (1687–1778). Ved sin søster Christine Sophies død i 1787 tiltrådte hun grevskabet.
- Birgitte Christine (1715-1775), gift med Carl Christian von Gram (1703 – 1780). Deres datter Sophie Magdalena, gift Krag Juel Vind tiltrådte efter sin moster, Elisabeth Sophies død i 1799 grevskabet.
- Sophie Hedevig (1717-1777), gift den 22. juli 1736 med Ove Juul. Hun arvede i 1756 stamhuset Ravnholt med Hellerup og Nislevgård efter sin moster Charlotte Amalie Sehested, født Gersdorff.

## Liv og levned
Christian Friis´ militære karriere fortsatte i 1712 ved udnævnelsen som oberst og i 1723 generalmajor. I 1734 var han som generalmajor udsendt i kejserlig tjeneste. Hustruen fulgte sin mand under hans tid i den kejserlig tjeneste.  Herunder døde hun den 13. juli 1734 i Frankfurt am Main.
Christian Friis afbrød sin tjeneste og fulgte hendes kiste, der blev ført den lange vej tilbage til Frijsenborg og indsat i et til lejligheden opført kapel ved Hammel Kirke. 
Efter hustruens død udtrådte Christian Friis af aktiv tjeneste, hvor han blev afløst af sin senere svigersøn Erhard Wedel Jarlsberg.
Christian Friis fuldførte den af hans far påbegyndte opbygning af den nye hovedbygning på Frijsenborg. 
I 1736 lod han optage en ny jordebog over grevskabet, og samme år indgik hovedgården Favrskov i grevskabet. 
1759 påbegyndte han en gennemgribende ombygning af Boller Slot. I sit testamente bestemte han I 1763, at godserne Boller og Møgelkær i Bjerre Herred bestandig skulle ligge under Frijsenborg, og at Boller Slot skulle tjene som enkesæde for slægtens mænd og kvinder.

## Død og begravelse
Christian Friis døde på Frijsenborg den 23. juni 1763 og blev gravsat i det grevelige kapel i Hammel Kirke. Ved hans død uddøde mandslinjen i slægten Friis med et rødt egern i sit våben. Datteren Christine Sophie (1713-1787), gift med Erhard Wedel-Friis videreførte grevskabet efter sin far. 

## Titler og ordener
- Kammerherre
- 1714: Ridder af Dannebrog
- 1729: Gehejmeråd
- 1740: Gehejmekonferensråd
- 1755: Ordenen de l'Union Parfaite
- 1755: Ridder af Elefantordenen

## Læs mere
- Annette Hoff: Boller Slot i 650 år. Wormianum, Landbohistorisk Selskab, 2012.
- Bjerre Herred Bogen I & II, Glud Museums Forlag 1963 og 2001.
- Knud Søndergaard: Asta Grundtvig, Liv og virke, slægt og venner. Redaktion af illustrationer: Lars Thorkild Bjørn. Forlaget Vartov 2013.